# Kurovszky Zsigmond
Kurovszky Zsigmond (Szinérváralja, 1860. – Zalatna, 1913. szeptember 5.) magyar királyi főbányatanácsos, főbányahivatali főnök, Alsófehérvármegye törvényhatósági bizottságának tagja, kohómérnök.

## Életpályája
Középiskoláját Szatmárnémetiben járta ki. Tanulmányait a Selmeci Akadémián végezte el 1881-ben. A kincstár zalatnai, majd kapnikbányai kohóinál dolgozott 1881-től. 1884-ben egyéves önkéntesként Budapesten szolgált; a pesti fémjelző és fémbeváltó hivatal alkalmazottja volt. Visszatért Kapnikbányára, 1882-től helyettes, 1883-tól valóságos kohótiszt volt. 1891–1893 között az orosz kormány meghívására Szibériában az Altai-hegységben található arany- és ezüstbányákban dolgozott. 1894-ben hazajött, mérnök lett; a kapnikbányai kohómű főnöke lett. 1897-től a zalatnai kohómű főmérnöke, 1908-tól a zalatnai főbányahivatal főnöke volt. 1913-ban főnyatanácsos lett.
Magyarországon kidolgozta és meghonosította a fémlúgozás módszerét.

## Magánélete
1887-ben házasságot kötött Földessy Mariskával. Öt gyermekük született: Juliska, Boriska, Sárika, István és Ferenc.

## Művei
- Jelentés a zalatnai magyar királyi fémkohó és üzemeredményeiről (1904)